# Lucinda Morgan Harrisová
Lucinda Morgan Harrisová, rozená Pedleton, byla pravděpodobně druhou plurální manželkou (tedy třetí skutečnou manželkou) mormonského zakladatele Josepha Smithe. Také byla manželkou významného kritika zednářství Williama Morgana, který zmizel záhadným způsobem.

## Manželství s Williamem Morganem

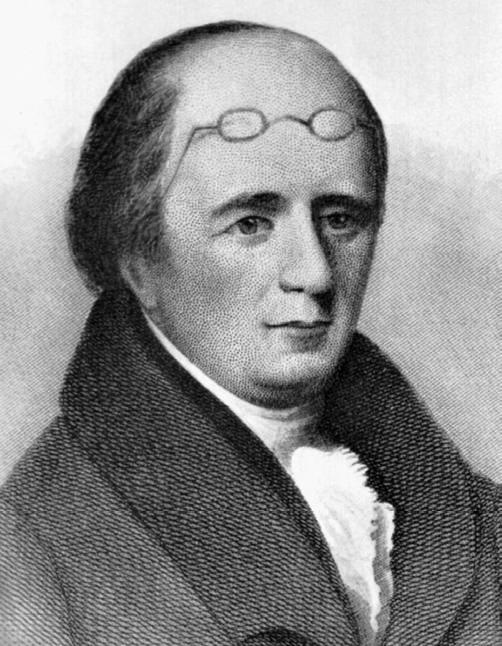
1.manžel Lucindy Harrisové, (anti)zednář William Morgan

Když bylo Lucindě 19 let, vzala si v Richmondu o více než 40 let staršího Williama Morgana.  Měli spolu 2 děti – Lucindu Wesley Morganovou a Thomase Jeffersona Morgana. Ani ne 10 let po jejich svatbě Lucindin manžel William zmizel za záhadných okolností. Všeobecně je předpokládáno, že byl zabit. 
William Morgan byl velkým kritikem zednářství. Údajně byl do řádu svobodných zednářů zasvěcen v Kanadě. Napsal několik děl o zednářských obřadech a poprvé Americe odhalil rituální sliby a penalty, které zednáři ve svých chrámech vykonávali. William dostal před svým zmizením několik výhružek od významných zednářů.
Morgan byl také zapojen do veliké anti-zednářské kampaně proti Andrew Jacksonovi, tehdejšímu prezidentovi USA. Jde o stejného prezidenta, proti němuž kandidoval Joseph Smith, než byl zavražděn.

## Život s druhým manželem
Mladá vdova Lucinda Harrisová se brzy seznámila se svým druhým manželem, Georgem Harrisem. Oba vstoupili do mormonské církve roku 1834. Misionář Orson Pratt (pozdější mormonský apoštol) vzpomíná ve svém deníku: "V Terre Haute jsem kázal jen několikrát, a pokřtil jsem George W. Harrise a jeho ženu..." Roku 1835 Lucinda se svým manželem odešla v souladu s mormonským zjevením do Missouri, spolu se zbytkem Svatých Posledních dnů.

## Manželství s Josephem Smithem

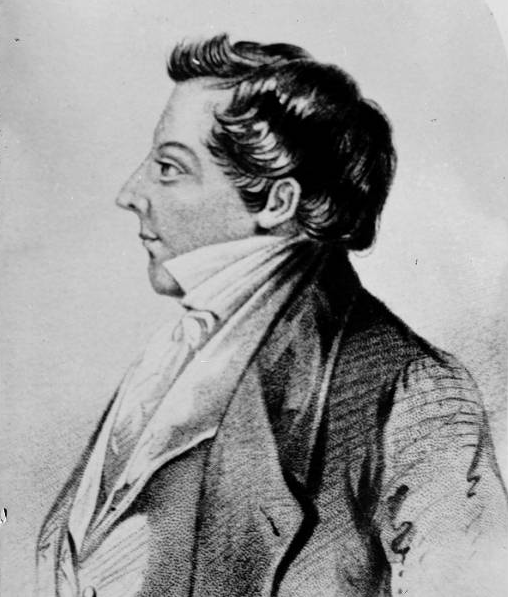
Třetí manžel Lucindy Harrisové, Joseph Smith

Spečetění s prorokem Josephem Smithem proběhlo někdy během krátkého období Smithova pobytu v Missouri. Lucindy manžel, George W. Harris, o tomto paralelním manželství pravděpodobně věděl. Lucinda i po spečetění se Smithem nadále žila se svým prvním manželem. Takovéto případy polyandrie (mnohomužství = jedné manželky a více manželů) byly pod vedením a dohledem proroka Josepha Smithe běžné. On sám byl Lucindin třetí manžel.

## Po smrti Proroka
Když bylo Josefovo tělo bylo vráceno do Nauvoo, B. W. Richmond, hostující novinář, neznalý vztahu Josefa a Lucinda, napsal, "Paní Harrisová stála u hlavy Josephova  těla, obličej pokrytý prachem a stažený usedavým pláčem."
Lucinda se později rozvedla s Georgem Harrisem a podle jednoho životopisce, později vstoupila do katolického řádu "Sisters of Charity", a během vypuknutí americké občanské války pracovala jako sestra v nemocnicích v Memphisu, Tennessee ... ". 